# Andriy Vynokurov
Andriy Vynokurov (em ucraniano:  Андрій Винокуров; Cracóvia, 14 de agosto de 1982) é um ciclista ucrâniano especialista da pista. Vynokurov representou sua nação nos Jogos Olímpicos de Verão de 2008, em Pequim, onde terminou em décimo terceiro competindo na prova de keirin.

## Palmarés

### Campeonatos mundiais
- 2000 (juniores)
  -  Medalhista de prata do quilómetro juniores
  -  Medallista de bronze da velocidade juniores
- Ballerup 2010
  - 14.º da velocidade por equipas
  - 17.º do keirin
  - 19.º da velocidade
- Minsk 2013
  - 14.º da velocidade por equipas
- Londres 2016
  - 13.º do keirin[2]
  - 29.º da velocidade individual[3]
- Hong Kong 2017
  -     - 9.º do keirin[4]

  - 10.º da velocidade individual (eliminado em 1/8 de final)[5]
- Apeldoorn 2018
  -     - 8.º do keirin[6]

  - 29.º da velocidade individual (eliminado à volta qualificativa)[7]

### Copa do mundo
- 2002
  - 2.º do quilómetro em Moscovo
- 2004-2005
  - Classificação geral do keirin
- 2005-2006
  -     - 1.º do keirin em Moscovo
- 2006-2007
  -     - 1.º do keirin em Moscovo
- 2007-2008
  - 3.º da velocidade individual em Copenhaga
- 2008-2009
  - 2.º do keirin em Melbourne
  - 3.º da velocidade por equipas a Melbourne
  - 3.º do keirin em Copenhaga
- 2009-2010 
  - 3.º do keirin em Cali
  - 3.º da velocidade por equipas em Cali
- 2016-2017
  - Classificação geral da velocidade individual
    - 1.º da velocidade individual em Apeldoorn

  - 2.º do keirin em Apeldoorn
  - 3.º da velocidade individual em Glasgow
- 2017-2018
  - Classificação geral do keirin
  - 2.º do keirin em Manchester
  - 2.º do keirin em Santiago de Chile
  - 3.º da velocidade individual em Santiago de Chile

### Campeonato Europeu
| Edição / Prova                 | Quilómetro | Keirin | Velocidade individual | Velocidade por equipas |
| Brno 2001 (esperanças)         |            | Ouro   | Ouro                  |                        |
| Moscovo 2003 (esperanças)      | 4.º        | 7.º    |                       |                        |
| Valência 2004 (esperanças)     |            | Ouro   |                       |                        |
| Panevėžys 2012                 |            |        | 5.º                   |                        |
| Granges 2015                   |            |        | 10.º                  |                        |
| Saint-Quentin-en-Yvelines 2016 |            | Prata  | Bronze                |                        |
| Berlim 2017                    |            | Bronze | 4.º                   | 9.º                    |
| Glasgow 2018                   |            | 8.º    |                       |                        |

### Campeonato da Ucrânia
- Campeão da Ucrânia do quilómetro : 2015 e 2017
- Campeão da Ucrânia do keirin : 2008, 2015, 2016, 2017 e 2018
- Campeão da Ucrânia de velocidade : 2008, 2015, 2017 e 2018
- Campeão da Ucrânia de velocidade por equipas  : 2015, 2016, 2017 e 2018